# Macaca sinica
Macaca sinica é um macaco do Velho Mundo endêmico do Sri Lanka, onde é conhecido pelos habitantes locais como rilewa ou rilawa.
Vive em grupos que podem ter até mais de 20 indivíduos, e são reconhecidas três subespécies. É um macaco de porte médio, embora seja o menor do gênero Macaca. O comprimento do corpo está entre 35 e 62 cm, sem a cauda, que possui entre 40 e 60 cm. Machos pesam entre 4,1 e 8,4 kg, sendo muito maiores que as fêmeas, que pesam entre 2,3 e 4,5 kg.
São reconhecidas duas subespécies:
- M. s. sinica
- M. s. aurifrons